# Handball Club de Nantes
O Handball Club de Nantes é um clube de andebol francês sediado em Nantes, França. Criado em 1953, o clube é considerado um dos melhores clubes de andebol franceses e europeus da atualidade. Joga na Salle de la Trocardière.
Em 2018, o clube sagrou-se vice-campeão europeu ao ter chegado à final da Liga dos Campeões da EHF de 2017–18.

## Títulos
O clube conquistou, ao longo da sua história, três troféus nacionais. Ainda conquistou dois campeonatos de divisões inferiores.
- Taça de França (1)
  - 2016–17
- Taça da Liga (1)
  - 2014–15
- Supertaça (1)
  - 2017
- Divison 2 (1)
  - 2007–08
- Divison 3 (1)
  - 1997–98

## Histórico Europeu
| Época   | Competição        | Ronda          | Ronda          | Adversário          | 1.ª mão | 2.ª mão | Agregado  |
| ------- | ----------------- | -------------- | -------------- | ------------------- | ------- | ------- | --------- |
|         |                   |                |                |                     |         |         |           |
| 2016–17 | Liga dos Campeões | Fase de Grupos | Fase de Grupos | Motor Zaporozhye    | 26–26   | 32–34   | 1.º lugar |
| 2016–17 | Liga dos Campeões | Fase de Grupos | Fase de Grupos | Beşiktaş            | 33–19   | 33–28   | 1.º lugar |
| 2016–17 | Liga dos Campeões | Fase de Grupos | Fase de Grupos | CS Dinamo București | 26–24   | 27–26   | 1.º lugar |
| 2016–17 | Liga dos Campeões | Fase de Grupos | Fase de Grupos | Team Tvis Holstebro | 31–26   | 35–25   | 1.º lugar |
| 2016–17 | Liga dos Campeões | Fase de Grupos | Fase de Grupos | ABC Braga           | 35–33   | 34–29   | 1.º lugar |
| 2016–17 | Liga dos Campeões | PO             | PO             | Logroño             | 31–25   | 37–31   | 68–56     |
| 2016–17 | Liga dos Campeões | 1/8            | 1/8            | Paris Saint-Germain | 26–26   | 27–35   | 53–61     |
| 2017–18 | Liga dos Campeões | Fase de Grupos | Fase de Grupos | Pick Szeged         | 30–26   | 33–30   | 3.º lugar |
| 2017–18 | Liga dos Campeões | Fase de Grupos | Fase de Grupos | Vardar              | 23–27   | 27–26   | 3.º lugar |
| 2017–18 | Liga dos Campeões | Fase de Grupos | Fase de Grupos | Rhein-Neckar Löwen  | 26–26   | 30–30   | 3.º lugar |
| 2017–18 | Liga dos Campeões | Fase de Grupos | Fase de Grupos | Barcelona           | 25-31   | 29–25   | 3.º lugar |
| 2017–18 | Liga dos Campeões | Fase de Grupos | Fase de Grupos | IFK Kristianstad    | 34–25   | 31–26   | 3.º lugar |
| 2017–18 | Liga dos Campeões | Fase de Grupos | Fase de Grupos | Wisła Płock         | 32–30   | 32–30   | 3.º lugar |
| 2017–18 | Liga dos Campeões | Fase de Grupos | Fase de Grupos | RK Zagreb           | 28–27   | 22–23   | 3.º lugar |
| 2017–18 | Liga dos Campeões | 1/8            | 1/8            | HC Meshkov Brest    | 32–24   | 28–28   | 60–52     |
| 2017–18 | Liga dos Campeões | QF             | QF             | Skjern Håndbold     | 33–27   | 27–27   | 60–54     |
| 2017–18 | Liga dos Campeões | Final four     | SF             | Paris Saint-Germain | 32–28   | 32–28   | 32–28     |
| 2017–18 | Liga dos Campeões | Final four     | F              | Montpellier         | 27–32   | 27–32   | 27–32     |